# Tunneleffekt

Aufenthaltswahrscheinlichkeit eines Elektrons, das auf eine Potentialbarriere trifft. Mit geringer Wahrscheinlichkeit geht es durch die Barriere hindurch, was nach der klassischen Physik nicht möglich wäre.

Tunneleffekt ist in der Physik eine veranschaulichende Bezeichnung dafür, dass ein Teilchen eine Potentialbarriere von endlicher Höhe auch dann überwinden kann, wenn seine Energie geringer als die „Höhe“ der Barriere ist. Nach den Vorstellungen der klassischen Physik wäre dies unmöglich, aber die Gesetze der Quantenmechanik erlauben diesen Vorgang. Mit Hilfe des Tunneleffekts wird unter anderem der Alpha-Zerfall von Atomkernen erklärt. Technische Anwendungen sind beispielsweise das Rastertunnelmikroskop und der Flash-Speicher.

## Entdeckung
1897 beobachtete Robert Williams Wood den Effekt in einem Experiment bei der Feldemission von Elektronen im Vakuum, ohne ihn deuten zu können.
1926/1927 entdeckte Friedrich Hund den (später so genannten) Tunneleffekt bei isomeren Molekülen.
1926 legten Gregor Wentzel, Hendrik Anthony Kramers und Léon Brillouin mit der nach ihnen benannten WKB-Methode den Grundstein für die quantenmechanische Erklärung von Tunnelprozessen. Mit dieser Methode konnten 1928 George Gamow bei seinem Aufenthalt bei Max Born in Göttingen sowie Ronald W. Gurney und Edward U. Condon den Alphazerfall erklären. Gleichzeitig gelang Ralph Howard Fowler und Lothar Wolfgang Nordheim die Erklärung der Feldemission von Elektronen.
Der schwedische Physiker Oskar Klein verfasste 1929 eine verfeinerte Theorie der Durchtunnelung von Barrieren durch sehr schnelle Teilchen (Klein-Paradox, englisch Klein tunneling). Voraussagen dieser Theorie konnten 2020 bestätigt werden.

## Quantenmechanische Erklärung

Schematische Darstellung des Tunneleffekts:
Ein Teilchen trifft von links kommend auf eine Potentialbarriere. Die Energie des getunnelten Teilchens bleibt gleich, nur die Amplitude der Wellenfunktion wird kleiner und somit die Wahrscheinlichkeit, das Teilchen aufzufinden.

Die quantenmechanische Betrachtungsweise geht von der (nichtrelativistischen) Schrödingergleichung aus, einer Differentialgleichung für die Wellenfunktion {\displaystyle \Psi }, die den physikalischen Zustand des Teilchens beschreibt. Diese Wellenfunktion ist auch in Teilen des klassisch unzugänglichen Bereichs, also innerhalb oder jenseits der Barriere, ungleich Null, und klingt dort mit zunehmender Eindringtiefe exponentiell ab. Auch am Ende des verbotenen Bereiches ist ihr Wert also nicht Null. Nach der Born-Regel ist das Betragsquadrat der Wellenfunktion {\displaystyle \left|\Psi \right|^{2}} als Wahrscheinlichkeitsdichte für den Antreffort des Teilchens bei Messung seiner Position zu interpretieren. Diese Wahrscheinlichkeitsdichte ist also auch auf der anderen Seite der Barriere ungleich Null.
Wie viele Effekte der Quantentheorie spielt auch der Tunneleffekt nur bei extrem kurzen Distanzen sowie sehr kurzen Zeitabschnitten oder hohen Energien eine Rolle.
Die Namensgebung Tunneleffekt trägt dem Umstand Rechnung, dass die Teilchen die Barriere klassisch nicht überwinden können, und man sich den Effekt, wenn überhaupt, eher als eine Art „Durchtunnelung“ der Barriere vorstellen muss.

## Auftreten und Anwendungen

### Kernfusion in Sternen
Druck und Temperatur in der Sonne und anderen Sternen würden, energetisch betrachtet, nicht für eine thermonukleare Fusion von Atomkernen ausreichen, die die Quelle der emittierten Strahlung ist. Durch den Tunneleffekt wird das Coulomb-Potential jedoch mit einer gewissen Wahrscheinlichkeit quantenmechanisch überwunden. Der Tunneleffekt ist insofern mitentscheidend für die Existenz von Leben auf der Erde.
Im Zentrum sonnenähnlicher Sterne würde die Fusion von Wasserstoff- zu Heliumkernen ohne Tunnelung erst bei Temperaturen von ca. 10 Millionen Kelvin beginnen; tatsächlich tut jene das aber schon bei etwa 5 Millionen Kelvin.

### Chemische Reaktionen
Der Tunneleffekt von Atomen bei chemischen Reaktionen führt dazu, dass diese schneller und bei tieferen Temperaturen ablaufen können, als durch klassische Bewegung über die Aktivierungsenergie. Bei Raumtemperatur spielt er vor allem bei Wasserstoffübertragungsreaktionen eine Rolle. Bei tiefen Temperaturen sind aber durch Einbeziehung des Tunneleffekts viele astrochemische Synthesen von Molekülen in interstellaren Dunkelwolken erklärbar, u. a. die Synthese von molekularem Wasserstoff, Wasser (Eis) und dem präbiotisch wichtigen Formaldehyd. Im Labor wurde der Tunneleffekt erstmals in einer Wasserstoffreaktion gemessen.

### Quantenbiologie
Der Tunneleffekt ist einer der zentralen Effekte in der Quantenbiologie.
So ist der genetische Code unter anderem durch das Auftreten von Protonen-Tunneln in der DNA nicht vollständig stabil. Dadurch ist der Tunneleffekt mitverantwortlich für das Auftreten von Spontan-Mutationen. Elektronentunneln spielt dagegen bei vielen biochemischen Redox- und Katalysereaktionen eine wichtige Rolle.

### Alphazerfall
Auf dem Tunneleffekt beruht unter anderem der Alphazerfall von Atomkernen. Nach der klassischen Physik dürfte der Kern wegen der anziehenden starken Wechselwirkung nicht zerfallen. Jedoch kommt es durch den Tunneleffekt zu einer von Null verschiedenen  Wahrscheinlichkeit von Zerfällen pro Zeitspanne (Zerfallswahrscheinlichkeit) dafür, dass das Alphateilchen den Kern verlässt, denn die quantenmechanische Aufenthaltswahrscheinlichkeit des Alphateilchens ist auch jenseits der Energiebarriere nicht gleich Null; befindet sich das positiv geladene Alphateilchen einmal außerhalb der Barriere, verlässt es durch Abstoßung vom ebenfalls positiv geladenen Rest des Kerns diesen endgültig. Aus der Zerfallswahrscheinlichkeit ergibt sich für diesen stochastischen Vorgang eine Halbwertszeit.

### Zwei-Elektroden-Tunneln
1933 berechneten Hans Bethe und Arnold Sommerfeld näherungsweise die Tunnelstromdichte zwischen zwei Elektroden mit geringer Potentialdifferenz und trapezförmiger Potentialbarriere. Eine etwas bessere Näherung konnte dann 1935 von R. Holm und B. Kirschstein angegeben werden, die die Form der Potentialbarriere mit einer Parabel approximierten. Holm verfeinerte 1951 seine Theorie dahingehend, dass er die Tunnelstromdichte auch für Potentialdifferenzen angeben konnte, die in der Größenordnung der Austrittsarbeit von üblichen Elektrodenmaterialien liegt. Erst 1963 konnte J. Simmons eine generalisierte Formel angeben, mit der die Tunnelstromdichte für alle Potentialdifferenzen zwischen zwei Elektroden ausgerechnet werden kann, wobei dann auch die Feldemission mit eingeschlossen ist.

### Feldelektronen- und Feldionenmikroskop
Eine wichtige Anwendung fand der Tunneleffekt bei den hochauflösenden Mikroskopen, die Erwin Wilhelm Müller in Berlin entwickelt hat. 1936 beschrieb er das Feldelektronenmikroskop und 1951 dann das Feldionenmikroskop, das als erstes Instrument eine atomare Auflösung ermöglichte.

### Tunneldiode
1957 entwickelte Leo Esaki die erste Tunneldiode, ein elektronisches Hochfrequenz-Halbleiterbauelement mit negativem differentiellen Widerstand. Er bekam dafür 1973 den Nobelpreis für Physik.

### Supraleitung
1960 entdeckten Ivar Giaever und J. C. Fisher das Ein-Elektron-Tunneln zwischen zwei Supraleitern. Dass auch Cooper-Paare tunneln können, wurde 1962 von Josephson vorhergesagt und 1963 von Anderson, Rowell und Thomas für den Gleichstromfall und von Shapiro für den Wechselstromfall experimentell nachgewiesen. Josephson erhielt dafür 1973 den Nobelpreis für Physik. Der Josephson-Effekt findet Verwendung bei der Messung extrem schwacher Magnetfelder (SQUIDs) und für hochpräzise Spannungsnormale.

### Rastertunnelmikroskop
Gerd Binnig und Heinrich Rohrer entwickelten ein Verfahren, mit dem erstmals das kontrollierte Zwei-Elektroden-Tunneln im Vakuum möglich wurde, das schließlich zur Erfindung des Rastertunnelmikroskops führte. Das Patent für diese Technik wurde 1979 beantragt. Sie bekamen dafür 1986 zusammen mit Ernst Ruska den Physik-Nobelpreis verliehen.

### Magnetischer Tunnelwiderstand
Beim magnetischen Tunnelwiderstand wird die Tatsache ausgenutzt, dass sich der Tunnelstrom zwischen zwei an einem magnetischen Tunnelkontakt durch einen dünnen Isolator getrennten Ferromagnetika durch ein äußeres Magnetfeld ändert. Dieser Effekt wird zum Beispiel beim Auslesen der Daten in modernen Festplatten ausgenutzt (TMR-Effekt).

### Flash-Speicher
Flash-Speicher-Medien wie USB-Sticks und  Speicherkarten verwenden Floating-Gate-(MOS)FETs  und beruhen somit ebenfalls auf dem Tunneleffekt.

## Tunneleffekt am Beispiel des Kastenpotentials
Zur mathematischen Beschreibung des Tunneleffekts betrachten wir das Potential
{\displaystyle V(x)={\begin{cases}V_{0}&{\text{falls }}x\in D:=[-a,a]\\0&{\text{falls }}x\notin D\end{cases}}\quad }

Diagramm zum Potential

und unterteilen den Raum in die drei Bereiche (I) (links der Barriere), (II) (in der Barriere) und (III) (rechts der Barriere). Das von links (Bereich I) einfallende Teilchen hat die Energie E mit {\displaystyle 0<E<V_{0}}. Klassisch betrachtet würde ein von links einfallendes Teilchen an der Barriere {\displaystyle x=-a} reflektiert.
Die stationäre Schrödingergleichung für die Wellenfunktion {\displaystyle \Phi (x)} eines Teilchens der Masse {\displaystyle m} und der Energie {\displaystyle E} in diesem Potential lautet:
{\displaystyle -{\frac {\hbar ^{2}}{2\,m}}{\frac {\mathrm {d} ^{2}}{\mathrm {d} x^{2}}}\Phi (x)+V(x)\Phi (x)=E\Phi (x),}
wobei {\displaystyle \hbar } die reduzierte Planck-Konstante ist. Um die Gleichung zu lösen, wählen wir für die Wellenfunktion in den Bereichen (I) und (III) den Ansatz:
{\displaystyle \!\,\Phi (x)=A\,\mathrm {e} ^{ikx}+B\,\mathrm {e} ^{-ikx}}
Dies ist eine Superposition einer von links nach rechts {\displaystyle (\mathrm {e} ^{ikx})} und einer von rechts nach links {\displaystyle (\mathrm {e} ^{-ikx})} laufenden ebenen Welle mit noch zu bestimmenden {\displaystyle A} und {\displaystyle B}. Der Wellenvektor {\displaystyle k} ist durch
{\displaystyle E={\frac {\hbar ^{2}k^{2}}{2\,m}}}
bestimmt.
Im Bereich (I) ist anschaulich klar, dass {\displaystyle A=1} und {\displaystyle B=R} sein muss. Dabei ist {\displaystyle R} der komplexe Reflexionskoeffizient, welcher den Anteil der von links einlaufenden Welle beschreibt, der vom Potential reflektiert wird. Wird {\displaystyle |R|^{2}=1}, sind wir beim klassischen Grenzfall und das einlaufende Teilchen wird total reflektiert. Wir haben also
{\displaystyle \!\,\Phi _{\text{I}}(x)=\mathrm {e} ^{ikx}+R\,\mathrm {e} ^{-ikx}}
Im Bereich (III) haben wir, da von rechts kein Teilchen kommt, nur einen eventuell durchgelassenen Teil der einfallenden Welle und setzen an:
{\displaystyle \!\,\Phi _{\text{III}}(x)=T\,\mathrm {e} ^{ikx}}
Dabei ist {\displaystyle T} der komplexwertige Transmissionskoeffizient. Da die Wahrscheinlichkeitsstromdichte erhalten bleiben muss, folgt aus der Kontinuitätsgleichung (ohne Beweis):
{\displaystyle \!\,|R|^{2}+|T|^{2}=1}
Dies ist anschaulich klar, da das Teilchen nicht verschwinden kann.
Im Bereich (II) wählen wir den allgemeinen Ansatz
{\displaystyle \!\,\Phi _{\text{II}}(x)=\alpha \mathrm {\,} {e}^{\kappa x}+\beta \mathrm {e} ^{-\kappa x}}
dabei ist {\displaystyle \kappa ={\sqrt {{\frac {2\,m}{\hbar ^{2}}}\left(V_{0}-E\right)}}} und reell, da {\displaystyle \!\,V_{0}-E>0} ist.
Damit sind die physikalischen Überlegungen abgeschlossen und es bleibt mathematische Handarbeit. Durch die Stetigkeitsbedingung der Wellenfunktion und deren Ableitung an den Stellen (x=-a) und (x=a) erhält man vier Gleichungen für die vier Unbekannten {\displaystyle R}, {\displaystyle T}, {\displaystyle \alpha } und {\displaystyle \beta }. Die Lösungen gelten dann für alle Energien {\displaystyle E} > 0 und man erhält zum Beispiel für den Transmissionskoeffizienten bei {\displaystyle E<V_{0}}:
{\displaystyle T(E)=\mathrm {e} ^{-2ika}{\frac {2\,k\kappa }{2\,k\kappa \cosh(2\,\kappa a)-i(k^{2}\,-\kappa ^{2})\sinh(2\,\kappa a)}}}

Verlauf des Transmissionskoeffizienten in Abhängigkeit vom Verhältnis der Höhe der Potentialbarriere zur Energie des tunnelnden Teilchens. Die verschiedenfarbigen Kurven unterscheiden sich im Parameter. Dabei ist die Breite der Barriere und der Betrag des Wellenvektors des freien Teilchens.

Die Wahrscheinlichkeit für eine Transmission ist dann gerade das Betragsquadrat von {\displaystyle T} und lautet:
{\displaystyle P_{T}(E)={\frac {1}{1+{\frac {V_{0}^{2}}{4E\left(V_{0}-E\right)}}\sinh ^{2}(2\kappa a)}}}
Der Funktionsverlauf ist in der nebenstehenden Grafik zu sehen. Man sieht, dass die Transmissionswahrscheinlichkeit auch für {\displaystyle E<V_{0}} nicht null ist, dass also eine endliche Wahrscheinlichkeit besteht, das Teilchen auf der klassisch verbotenen Seite zu finden. Dies ist der Tunneleffekt. Interessant ist, dass die Transmissionswahrscheinlichkeit für {\displaystyle E>V_{0}} nicht unbedingt 1 ist, d. h. das Teilchen auch reflektiert werden kann, wenn es klassisch immer über die Barriere käme.
Um die obige Formel noch etwas anschaulicher zu machen, betrachtet man beispielsweise den Grenzfall ({\displaystyle V_{0}\rightarrow 0}). Hier geht die Transmissionswahrscheinlichkeit gegen 1, was auch anschaulich klar ist: keine Barriere, keine Reflexion.

## Messung des Zeitbedarfs
Obige Gleichungen geben keine Auskunft, wie lange das Teilchen braucht, um von einem Ende des Tunnels zum anderen zu gelangen. Die Schätzungen für Elektronen lagen zwischen Null und etwa 500·10−18 Sekunden. Aktuelle Experimente an der ETH Zürich (2008) haben einen Zeitbedarf von maximal 34·10−18 s ergeben, das ist die Messgenauigkeit der Anordnung. Im Experiment wurde ein zirkular polarisierter Laserpuls von nur 5·10−15 s Dauer (während dieser Zeit rotiert der elektrische Feldvektor einmal um 360°) auf ein Elektron geschossen, das „hinter“ einem Potentialwall von 24,6 eV an ein Heliumatom gebunden war. Die Durchtrittswahrscheinlichkeit des Elektrons ist bei dieser Wallhöhe so gering, dass keine spontane Ionisation des He-Atoms beobachtet wird.
Durch den kurzen Laserpuls verringerte sich die Höhe des Potentialwalls für eine definierte Zeit so weit, dass eines der beiden Elektronen das Atom verlassen konnte. Dann wurde es vom elektrischen Feld des Lichtpulses beschleunigt und vom He+-Ion entfernt. Aus der Abflugrichtung konnte der Zeitverlauf berechnet werden. Nach Ansicht der Forscher ist das Elektron unmittelbar nach seinem „Verschwinden“ auf der Innenseite des Potentialwalls wieder außen aufgetaucht. Bei dem Versuch handelte es sich nicht um eine Photoionisation, weil dazu eine Photonenenergie im UV-Bereich notwendig gewesen wäre. Der verwendete Femtosekundenlaser hat zwar keine exakt definierbare Wellenlänge, der Schwerpunkt seines breitbandigen Bereiches liegt jedoch eindeutig im IR-Bereich. Hier reicht die Photonenenergie nicht aus, um Helium zu ionisieren.